# Ptolomeo de Aloro
Ptolomeo I de Aloro o Ptolomeo Alorita （Πτολεμαῖος) fue regente del Macedonia durante unos tres años (c. 368 a. C. a 365 a. C.), durante las minorías de Alejandro II de Macedonia y de Pérdicas III de Macedonia. Pertenecía a la dinastía argéada.
Diodoro Sículo dice que era hijo de Amintas II de Macedonia, pero esto es discutido. Dexipo dice que no pertenecía a la casa real. Durante el reinado de Alejandro II (primogénito de Amintas II), Ptolomeo estuvo al frente de una revuelta en la que reclamó el trono. Pelópidas fue nombrado árbitro y confirmó a Alejandro como rey. Para asegurar le cumplimiento del arbitraje, Pelópidas se llevó con él a Tebas a algunos rehenes, pero no mucho después de que partiera Pelópidas del país, Alejandro fue asesinado (368 a. C. o 367 a. C.), según Diodoro Sículo por Ptolomeo de Aloros (al que presenta como hermano de Alejandro) y según Marco Juniano Justino, por las intrigas de su madre Eurídice. Demóstenes dice que el asesino se llamaba Apolófanes.
En connivencia o no con Eurídice, Ptolomeo fue proclamado regente sin oposición, pero un nuevo pretendiente al trono se levantó en armas, Pausanias, un pariente lejano no confundir con Pausanias de Macedonia, asesinado en el 393 a. C. Ptolomeo se salvó por la intercesión de general ateniense Ifícrates, quien instauró en el trono a un hermano menor de Alejandro II, Pérdicas III de Macedonia, y Ptolomeo se encargó de la regencia.
Después de esto, los partidarios de Alejandro II se sublevaron de nuevo y pidieron ayuda a Pelópidas, que invadió Macedonia con un ejército de mercenarios. Ptolomeo le salió al paso y le ofreció su sumisión, y obtuvo la confirmación como regente, dando algunos rehenes como garantía de su buena disposición con los tebanos, entre los que figuraba el hijo de Ptolomeo y el futuro Filipo II, y quedó obligado a abandonar sus relaciones amistosas con los atenienses a pesar de la ayuda recibida de Ifícrates.
Continuó administrando el poder hasta que hacia el 365 a. C., fue asesinado por el rey Pérdicas III que no quería vivir bajo su tutela.